# الجيلر (طوت)
الجيلر (بالتركية: Elçiler)‏ هي قرية تتبع إداريّاً لمديرية طوت في محافظة أديامان التركية الواقعة في جنوب شرق الأناضول. وبلغ عدد سكانها 48 نسمة في عام 2021.